# Huvrat Ehl Echeik
 (mars 2015).
Huvrat Ehl Echeik, en français : Houvrat Ehl Echeikh, en arabe : حفرة أهل الشيخ, est un village de Mauritanie dans la région de Assaba.